# Cedric Liddell
Cedric Liddell (Clinton, 11 giugno 1913 – Walkerton, 4 giugno 1981) è stato un canottiere canadese, vincitore della medaglia di bronzo nell'8 con a Los Angeles 1932.
Ha partecipato anche ai Giochi di Berlino 1936, sempre nell'8 con, ma senza centrare la qualificazione in finale.

## Palmarès
- Olimpiadi

Los Angeles 1932: bronzo nell'8 con.